# 叮咯咙咚呛
《叮咯咙咚呛》，是在中国中央电视台播出的一档大型真人秀栏目，节目嘉宾有金钟国、安七炫、熊黛林、吉克隽逸、张赫、朴宰范、金圣洙、曹世镐、郭京飞、刘雨欣等中韩明星。主持人为董艺。

## 节目内容
上述明星学习中国传统戏曲，郭京飞、安七炫和金圣洙留守北京学习京剧，刘雨欣、熊黛林、金钟国和曹世镐来到浙江嵊州学习越剧，吉克隽逸、張赫和朴宰范来到重庆学习川剧。
| 京剧组 | 越剧组         | 川剧组   |
| ------ | -------------- | -------- |
| 安七炫 | 刘雨欣         | 吉克隽逸 |
| 金圣洙 | 熊黛林         | 張赫     |
| 郭京飞 | 金钟国，曹世镐 | 朴宰范   |

## 同声传译
据央视在其他时间段内播出的《叮咯咙咚呛》节目幕后花絮可知：在节目录制过程中，为了能够让韩国明星听得懂汉语意思，中国明星听得懂韩语意思，中央电视台专门为十位中韩明星配备了翻译耳机，并从韩国请来了懂汉语的韩中双语翻译在幕后根据现场音效进行同声传译的工作，让语言问题不再成为文化交流障碍。

## 播出时间
- CCTV-3：每周日晚21:00
- CCTV-4：每周六早9:05
- CCTV-7：每周日早11:20
- CCTV-11：每周五晚20:25；每周日下午15:20
- CCTV-15：每周六晚22:00

## 外部連結
- 《叮咯咙咚呛》官方微博（简体中文）